# Heinrichia calligyna
Asa-curta-grande ou asa-curta-da-celebes (Heinrichia calligyna) é uma espécie de ave da família Turdidae.
É endémica da Indonésia.
Os seus habitats naturais são: regiões subtropicais ou tropicais húmidas de alta altitude.